# السكر (دير الزور)
السكر قرية سورية تتبع ناحية البصيرة في منطقة مركز دير الزور في محافظة دير الزور. بلغ عدد سكانها 475 نسمة في عام 2004 حسب إحصاء المكتب المركزي للإحصاء.